# Dioscorea brownii
Dioscorea brownii är en enhjärtbladig växtart som beskrevs av Schinz. Dioscorea brownii ingår i släktet Dioscorea och familjen Dioscoreaceae. Inga underarter finns listade i Catalogue of Life.